# Смрт не заборавља
Смрт не заборавља је епизода Дилан Дога објављена у свесци бр. 140. у издању Веселог четвртка. Свеска је објављена 01.11.2018. Коштала је 270 дин (2,27 €; 2,65 $). Имала је 94 стране.

## Оригинална епизода
Оригинална епизода под називом La morta non dimentica објављена је премијерно у бр. 349. регуларне едиције Дилана Дога у Италији у издању Бонелија изашла 29.09.2015. Епизоду је нацртао Бруно Бриндизи, сценарио написала Паола Барбато, а насловну страну нацртао Анђело Стано. Коштала је 3,5 €.

## Кратак садржај
Пензионисани инспектор блок и помоћник Џенкинс унајмљују Дилана да испита чудни понашање удовице Едвине Болтон из Викедфорда где Блок проводи своје пензионерске дане. Након смрти њеног супруга, Едвина је пала у депресију, али је онда изненада живнула. Осим тога, Џенкинс се куне да је видео њеног мужа Мерла живог. Дилан креће у Викедфорд да истражи чудну појаву и открива да је Едвина тело свог супруга држи препарираног у кући. Након тога откривају читаву индустрију препарирања лешева којом руководи Нора Катберт и Гас Блич (сећамо их се из епизоде ДД-129). Гас посећује људе којима је неко умро, а онда од њих узима огроман новац да би их препарирао и омогућио им да с њима остану да ”живе” још неко време.

## Претходна и наредна епизода
Претходна епизода носила је наслов Погрешна рука (бр. 139), а наредна Сузе из камена (бр. 141).